# Isla Española
Isla Española är en ö i Ecuador.   Den ligger i provinsen Galápagos, i den västra delen av landet, 1 200 km väster om huvudstaden Quito. Arean är 60 kvadratkilometer.
Terrängen på Isla Española är platt. Öns högsta punkt är 207 meter över havet. Den sträcker sig 7,4 kilometer i nord-sydlig riktning, och 14,2 kilometer i öst-västlig riktning.